# Oh L'amour
Oh L'amour är en låt av den engelska synthpopduon Erasure. Den utgavs 1986 som den tredje singeln från deras debutalbum Wonderland. "Oh L'amour" handlar om obesvarad kärlek. År 2003 remixades låten och utgavs på albumet Hits! The Very Best of Erasure.
En strof ur låten lyder:
| ” | Oh L'amour Broke my heart Now I'm aching for you Mon amour What's a boy in love Supposed to do | „ |

## Låtlista

### Singel
1. "Oh L'amour"
2. "March on Down the Line"

### Maxisingel
1. "Oh L'amour" (12" Mix)
2. "March on Down the Line" (12" Mix)
3. "Gimme! Gimme! Gimme! (A Man After Midnight)"

## Medverkande
- Andy Bell – sång
- Vince Clarke – synthesizer, keyboards